# Richard Stone
John Richard Nicholas Stone (Londres, Anglaterra 1913 - Cambridge 1991) fou un economista i professor universitari anglès guardonat amb el Premi Nobel d'Economia l'any 1984.

## Biografia
Va néixer el 30 d'agost de 1913 a la ciutat de Londres. Va estudiar economia a la Universitat de Cambridge, on es graduà el 1936 sota la direcció de Hermann Kahn, John Maurice Clark i John Maynard Keynes. Durant la Segona Guerra Mundial fou company de James Meade al Servei Central d'Informació Econòmica del Govern Britànic, i fou l'encarregat de mantenir converses, en representació del govern, entorn de la creació d'un sistema internacional de comptabilitat nacional.
Va ser professor de la Universitat de Cambridge des de 1945 fins al 1980, esdevenint en diverses ocasions professor convidat per part de la Universitat Johns Hopkins de Baltimore (EUA). Va morir el 6 de desembre de 1991 a la ciutat de Cambridge.

## Recerca econòmica
Al llarg de la seva vida va compatibilitzar la docència amb l'exercici de missions per a l'Organització per a la Cooperació i el Desenvolupament Econòmic (OCDE) i per a l'Organització de les Nacions Unides (ONU). Els models de comptabilitat nacional van ser introduïts per inspiració de Keynes, Stone i Meade van sistematitzar l'ús d'un volum creixent d'informació estadística en un sistema organitzat, que Stone va refinar fins a convertir-lo en la base de la moderna anàlisi macroeconòmic. Va inventar un esquema de doble entrada, extensió del sistema de partida doble empresarial, en un model econòmic amb quatre agents agregats: les famílies, les empreses, el sector públic i el sector exterior. El sistema creat per Stone ha permès el seu ús per països i corrents de pensament molt diverses.
L'any 1983 fou guardonat amb el Premi Nobel d'Economia pel desenvolupament de models comptables usats a nivell nacional i internacional.

## Obra seleccionada
- 1944: National Income and Expenditure, amb James Meade
- 1954: The Measurement of Consumers. Expenditure and Behavior in the United Kingdom, 1920-1938
- 1966: Mathematics in the Social Sciences and Other Essays
- 1970: Mathematical Models of the Economy and Other Essays
- 1971: Demographic Accounting and Model Building
- 1973: Transition and Admission Models in Social Demography
- 1975: Direct and Indirect Constraints in the Adjustment of Observations
- 1980: A Simple Growth process Tending to Stationarity
- 1982: The Relationship of Demographic Accounts to National Income and Product Accounts